# Kraftwerk Dettingen
Das Kraftwerk Dettingen war ein Kohle- und Ölkraftwerk im Karlsteiner Ortsteil Großwelzheim. Es befand sich auf dem Gelände der ehemaligen Zeche Gustav und diente anfangs der Verstromung der dort geförderten Braunkohle und Stromversorgung der unmittelbaren Umgebung. Nachdem in den 1920er Jahren die Förderung im Tagebau eingestellt worden war, ging das Kraftwerk in den Besitz des RWE über und wurde fortan mit Steinkohle befeuert, ab 1993 auch mit Heizöl. Bis zur Stilllegung im Jahr 2001 war es als Reservelastkraftwerk nur sporadisch im Einsatz. Anfang des Jahres 2011 wurden die Kraftwerksgebäude abgerissen und das Gelände im Anschluss mit Gewerbeflächen überbaut.

## Lage
Das Kraftwerk lag auf dem Gelände der ehemaligen Zeche Gustav, in der von 1904 bis 1928 Braunkohle im Tagebau gefördert wurde. Die ehemalige Grube, die sich östlich des Kraftwerks befand, ist heute geflutet (Gustavsee) und ein Naturschutzgebiet.
Geografisch befindet sich der Standort in der Region Bayerischer Untermain (Teil der Untermainebene), Landkreis Aschaffenburg. Der Main, der in diesem Bereich die Landesgrenze zu Hessen bildet, verläuft unmittelbar westlich des Geländes. Die nächstgelegenen Ortschaften sind Kahl am Main nordöstlich und Großwelzheim südöstlich. Obwohl das Kraftwerk auf der Gemarkung der damals selbstständigen Gemeinde Großwelzheim errichtet wurde, befindet sich das namensgebende Dettingen am Main einige Kilometer mainaufwärts. Großwelzheim und Dettingen fusionierten 1975 zur neuen Gemeinde Karlstein am Main.
Auf der gegenüberliegenden Mainseite liegt südlich das hessische Seligenstadt. Die nächstgelegenen Großstädte sind Offenbach am Main ca. 17 km nordwestlich und Frankfurt am Main ca. 23 km nordwestlich.

## Geschichte

### Die Anfänge
Die Braunkohlevorkommen im Becken zwischen Spessart und Main waren bereits Anfang des 19. Jahrhunderts bekannt. Die erste Grube zum Abbau der Braunkohle, die Grube Amalia, wurde 1877 am linken Mainufer nördlich von Seligenstadt erschlossen. Bei von ihm initiierten Probebohrungen auf der gegenüberliegenden bayerischen Mainseite entdeckte der damalige Direktor der Grube Amalia, Gustav Müller, weitere große Vorkommen. Die Erschließung dieses Feldes begann 1882 durch die Frankfurter Chemiefabrik Cassella, der die Schürfrechte in der fortan Zeche Gustav genannten Grube übertragen wurde. Da die bayerische Staatsregierung die seitens Cassella geplante Ansiedlung eines Chemiewerks nicht genehmigte, ging man zum Abbau und örtlichen Nutzung der Braunkohlenvorräte über. Hierfür wurde 1902 die Gewerkschaft Gustav gegründet.
Ebenfalls 1902 begann die Erschließung des Tagebaus. Nachdem die geplante Erweiterung des Abbaus unter Tage nicht durchgeführt werden konnte, ging erst 1904 die Brikettfabrik in Betrieb. Die ersten „Mainbriketts“ verließen am 15. August 1904 das Werksgelände und wurden von nun an per Grubenbahn über den Bahnhof in Dettingen am Main ausgeliefert. Möglicherweise rührt die spätere Bezeichnung Kraftwerk Dettingen von der Gleisanbindung am Dettinger Bahnhof her, da das Werksgelände selbst nicht auf der Gemarkung der damals selbstständigen Gemeinde lag.

### Das erste Kraftwerk
Zur Eigenversorgung der Grube und der Brikettfabrik wurden schon 1903 drei Generatoren zur Eigenstromversorgung installiert, bedingt durch die Produktionssteigerung wurde ein Teil der Fabrik bis 1906 zur Kraftzentrale ausgebaut, wobei zwei weitere Generatoren aufgestellt wurden. Die Anlage, zusammen mit der Brikettfabrik, war durch ihren 50 m hohen Schornstein ein markantes Bauwerk in der flachen Mainebene. Im Jahr 1909 ging schließlich ein weiteres, noch größeres Elektrizitätswerk am selben Standort in Betrieb.
Mit steigender Stromerzeugung – 1908, noch vor der Erweiterung, wurden 300.000 kWh elektrische Energie pro Jahr erzeugt – beschloss die Werksleitung, einen Teil ihres Stroms an umliegende Ortschaften zu verkaufen. Das Versorgungsgebiet umfasste zunächst Dettingen, Großwelzheim, Kahl und reichte letztlich bis Aschaffenburg. Neben der Stromlieferung für Firmen wurde in den genannten Ortschaften 1909 auch erstmals elektrische Straßenbeleuchtung installiert und mit Strom der Gewerkschaft Gustav versorgt. Im selben Jahr entstanden die ersten Fernleitungen, um die weiter entfernt gelegenen Ortschaften anzuschließen. Eine 3-kV-Leitung führte nach Kahl und versorgte dort zwei Sägewerke. Eine 20-kV-Leitung führte über den Main nach Stockstadt und versorgte die dortige Aktien-Gesellschaft für Maschinenpapier-Fabrikation (spätere Aschaffenburger Zellstoffwerke AG). Im Jahr 1911 wurde diese Leitung bis nach Aschaffenburg erweitert, nachdem zwischen der Aktien-Gesellschaft für Maschinenpapier-Fabrikation und der Stadt Aschaffenburg ein Stromlieferungsvertrag abgeschlossen wurde und die Stadt Aschaffenburg im Zuge dessen ihr eigenes Elektrizitätswerk stilllegen konnte. Bis 1914 stieg die Stromerzeugung des Kraftwerkes auf 20 Millionen kWh an.

### Stromerzeugung für die Region

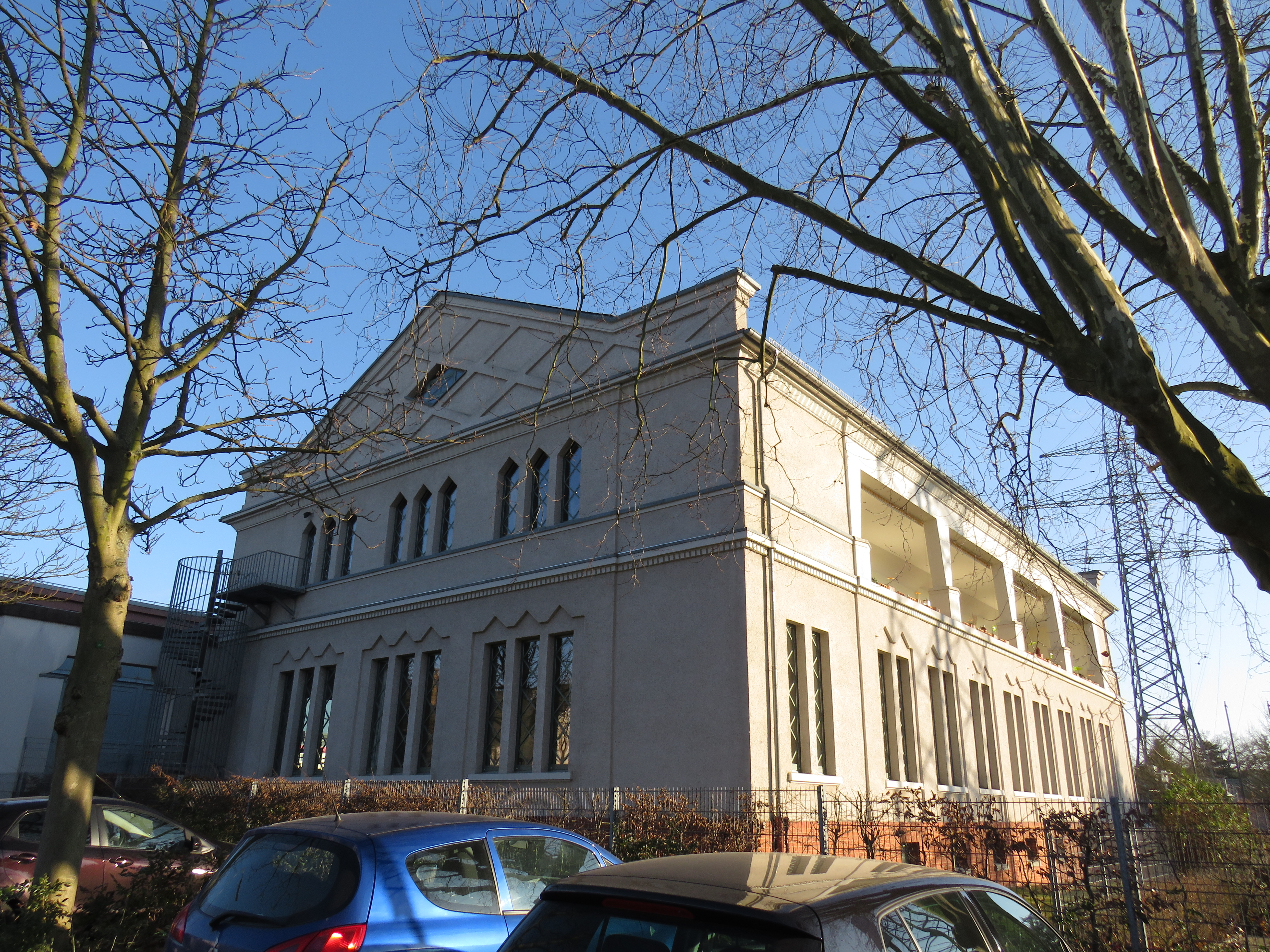
Ehemaliges HEAG-Umspannwerk, das mit Strom aus Dettingen versorgt wurde

Der Kohlemangel, dem sich das Deutsche Reich im Verlauf des Ersten Weltkriegs entgegen sah, veranlasste die Berliner Elektrizitätswirtschaftsstelle, die die reichsweite Stromerzeugung koordinierte, Stromlieferverträge zwischen Erzeugern und benachbarten Versorgern abschließen zu lassen. Die Gewerkschaft Gustav mit ihrem Braunkohlekraftwerk schloss sich im Juni 1917 über einen Stromlieferungsvertrag mit den Überlandwerken der Kreise Offenbach (Städtisches Gaswerk Offenbach) und Darmstadt (HEAG) zusammen, um den Braunkohlestrom an die Energieversorger zu liefern. Noch im selben Jahr entstand eine provisorische Freileitung von Dettingen nach Offenbach sowie eine längere 20-kV-Leitung von Dettingen zum Darmstädter Elektrizitätswerk II am Dornheimer Weg.
Nach Kriegsende wurden in unmittelbarer Umgebung zahlreiche weitere Braunkohlegruben eröffnet, nördlich des Kraftwerks Dettingen entstanden in Kahl am Main die Tagebaue Emma-Nord, Emma-Süd und Freigericht. Auch das Kraftwerk selbst musste aufgrund des gestiegenen Stromverbrauchs erweitert werden, sodass es schließlich 19 Dampfkessel auf 7000 m² Heizfläche besaß, die täglich bis zu 2600 t Kohle verfeuerten. Die drei 90, 92 und 100 m hohen Schornsteine waren eine weithin sichtbare Landmarke.
Die schrittweise Umstellung des Darmstädter Stadtnetzes von Gleich- auf Wechselstrom ab 1924 veranlasste die HEAG, auf ihrem Gelände am Dornheimer Weg eine neue Umspann- und Schaltanlage zu bauen, die für noch höhere Spannungen ausgelegt ist. Das im Oktober 1926 fertiggestellte Werk besaß über eine 50-kV-Umspannstation und wurde in eine neu gebaute Freileitung der Main-Kraftwerke angebunden, deren Masten und Leiterseile bereits für eine noch höhere Spannung von 100 kV ausgelegt war. Diese Leitung führte von Dettingen über den Main nach Seligenstadt, durch den Rodgau und verzweigte sich bei Egelsbach nach Süden in Richtung Darmstadt und geradeaus weiter zum Umspannwerk Kelsterbach der Nord-Süd-Leitung des RWE. Die Leitung selbst war für zwei Systeme ausgebaut, zunächst führte jedoch nur ein System von Dettingen nach Darmstadt und von Darmstadt nach Kelsterbach. Letztgenannte Verbindung diente vorrangig als Reserve, die Hauptversorgung der HEAG geschah über das System Dettingen–Darmstadt.
Über diese Leitung wurden auch einige Anschlüsse an größere Energieversorger hergestellt: Neben dem bereits erwähnten Umspannwerk Kelsterbach des RWE, das außerdem die Main-Kraftwerke an das Verbundnetz des RWE anschloss, war direkt in Dettingen ein Anschluss an das 110-kV-Netz des Bayernwerks errichtet worden: Die vom Kraftwerk her kommende 110-kV-Leitung verzweigte sich mit einem System nach Kelsterbach und mit einem weiteren System nach Aschaffenburg. Letztgenannte Leitung entstand zur selben Zeit als Verbindung zwischen Bayernwerk und PreußenElektra. Mit dem Dettinger Braunkohlestrom konnten somit mehrere große Energieversorger gleichzeitig beliefert werden.
Neben dem RWE und dem Bayernwerk wurde auch das Hochspannungsnetz der Preußische Kraftwerke Oberweser AG, ab 1927 Teil der PreußenElektra, an das Kraftwerk angebunden. Zuerst bestand hierfür eine 20-kV-Leitung, die vom Kraftwerk zur Staustufe Krotzenburg führte. Ab 1926 führte eine 110-kV-Leitung vom Umspannwerk Dörnigheim nach Dettingen, nachdem seitens der PreußenElektra ein erhöhter Bezug von Braunkohlestrom der Gewerkschaft Gustav gefordert wurde. Diese Leitung war zunächst provisorisch mit 20 kV in Betrieb, ehe am 19. Februar 1928 mit der Umstellung eines Stromkreises der Leitung auf 110 kV erstmals ein Verbundbetrieb zwischen preußischem und bayerischem Gebiet bestand. Der zweite Stromkreis diente der Belieferung der Werksanlagen mit elektrischem Strom aus dem Netz der PreußenElektra und wurde hierfür auf 60 kV umgestellt.

### Spätere Änderungen
Mitte der 1920er Jahre wurde der Abbau der Kohle in der Zeche Gustav immer unwirtschaftlicher – die tieferen Lagen der Flöze machten eine Förderung teurer und Streiks der Belegschaft belasteten das Betriebsklima. In den Gruben Gustav II und III wurde schon 1925 der Betrieb eingestellt und langsam fluteten sie sich mit Grundwasser, sodass ein See, der heutige Gustavsee, entstand. Im Tagebau Gustav I kam es schon 1915 zu einer Flutung, als der Main bei starken Hochwasser eine Böschung durchbrach.
Das Jahr 1928 markiert einen Wendepunkt, da von nun an keine Braunkohle mehr aus den umliegenden Gruben im Kraftwerk verbrannt wurde. Im Zuge seiner Expansionsbestrebungen übernahm das RWE schließlich die Kuxenmehrheit an der Gewerkschaft und damit am Kraftwerk. Dies ermöglichte die Expansion des Unternehmens nach Südhessen und Nordbayern. Nachdem 1932 die letzte Braunkohle im Dettinger Revier gefördert wurde, legte das RWE das Kraftwerk vorübergehend still.
Im Jahr 1938 übernahm das RWE dann das Kraftwerk vollständig in ihren Besitz, während des Zweiten Weltkriegs wurde es dann ab 1941 zum Steinkohlekraftwerk umgerüstet und wieder in Betrieb genommen. Nach Kriegsende wurde das Kraftwerk dann 1965 um einen zweiten Block, den Block A, erweitert. Die Gesamtanlage hatte eine Leistung von 100 MW.
Neben dem Kraftwerk Dettingen wurde 1958 mit dem Bau des Kernkraftwerks Kahl begonnen. Auf dem Gelände dieses Kraftwerks, dass als erstes deutsches Kernkraftwerk ab 1961 als Versuchsreakter seinen Betrieb aufnahm, entstand 1969 mit dem Heißdampfreaktor Großwelzheim eine weitere Testanlage. Die Versuchs-Kernkraftwerke und das Kohlekraftwerk Dettingen speisten ihren Strom beide über dieselbe Schaltanlage ins 110-kV-Netz ein. Auch teilten sich beide Standorte dasselbe Einlaufbauwerk für Kühlwasser aus dem Main.
Die ältesten Gebäude des Kraftwerks mit den drei niedrigeren Schornsteinen wurden 1971 abgerissen. 1974 wurde das Kraftwerk um eine Gasturbine erweitert, 1993 der Block A von Steinkohle auf Heizöl umgestellt und nur noch als Reservelastkraftwerk betriebsbereit gehalten, war also fortan nur sporadisch im Einsatz. Eine Rauchgasentschwefelungsanlage wurde 1996 installiert.

### Stilllegung und Abriss

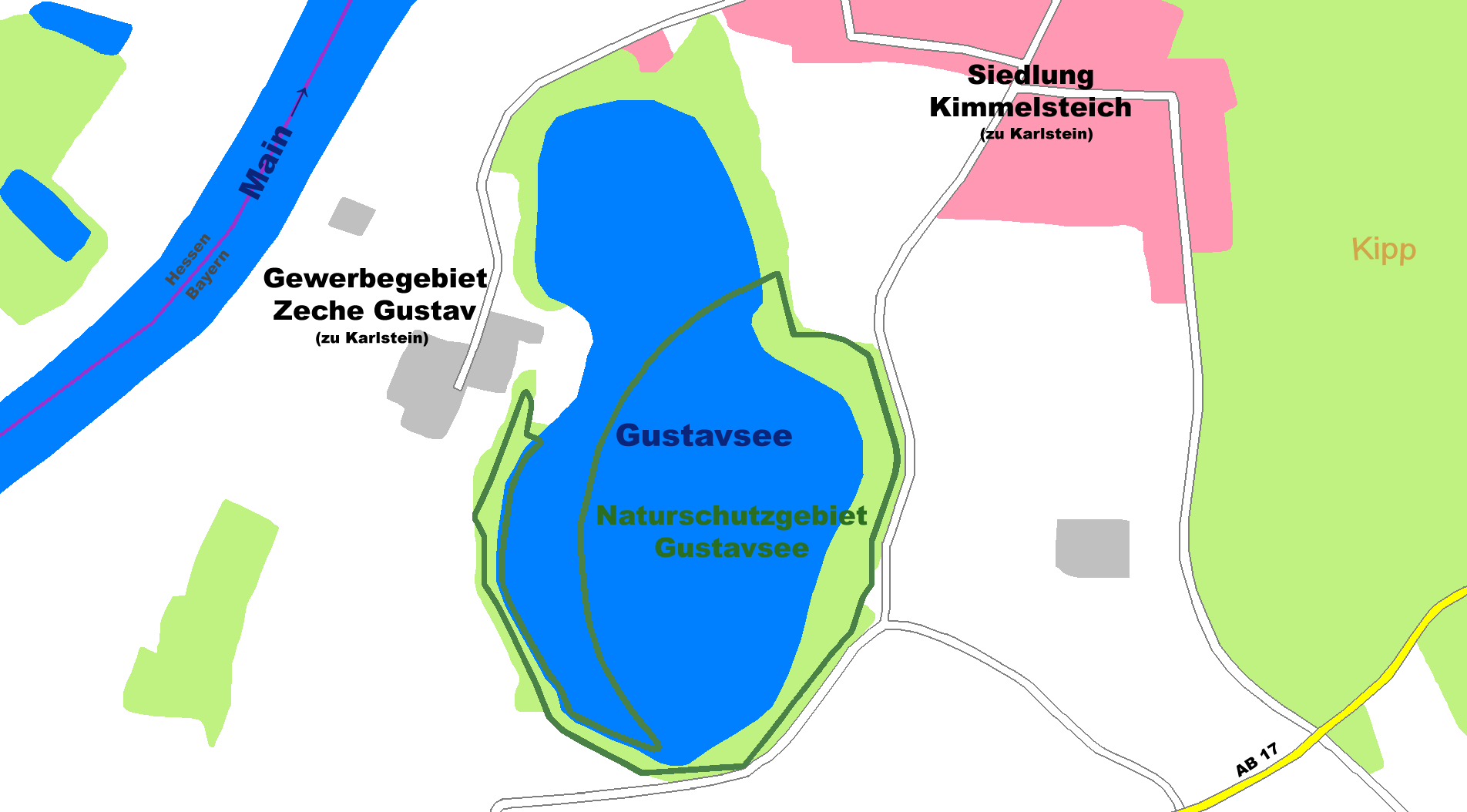
Gustavsee und Kraftwerksstandort nach Abriss der Anlagen

Mit der Liberalisierung des europäischen Strommarkts entschied sich das RWE, wie auch die anderen deutschen Energieversorger, Kraftwerkskapazitäten abzubauen. Vorrangig traf dies nicht mehr rentabel zu betreibende oder nur zur Reserve vorgehaltene Anlagen. Am 10. Oktober 2000 verkündete das RWE schließlich das Aus für zahlreiche Kraftwerksstandorte, so auch Dettingen – das Kraftwerk war als Reserveleistung nur selten im Einsatz gewesen.
Nach der Stilllegung im Jahr 2001 dauerte es noch einige Jahre, bis die Anlagen auch abgerissen wurden. Erst Anfang 2011 begannen die Abrissarbeiten. Der 150 m hohe Schornstein fiel am 27. Februar 2011, der Aufzugsturm am 4. März 2011 und das Kesselhaus am 22. März 2011 durch Sprengung.

#### Überreste
Nach dem Abriss der Anlage erinnert heute nur noch wenig an den einstigen Kraftwerksstandort. Das Gelände wurde in der Folgezeit in ein Gewerbegebiet umgewandelt, einige Logistikfirmen siedelten sich hier an. Erhalten vom Kraftwerk sind bis heute (09/2021) eine der Versorgungsleitungen, die auf Rohrbrücken verlegt worden sind, das Pförtnerhäuschen und einige Betriebsgebäude.
Das Umspannwerk, das einst der Einspeisung des elektrischen Stroms ins 110-kV-Netz diente, besteht ebenfalls noch und bildet ein wichtiges Verbindungsstück im Verteilnetz der Syna (Netzgebiet Karlstein). Die 110-kV-Leitung, mit der ab 1927 Braunkohlestrom der Gewerkschaft Gustav zum RWE-Umspannwerk in Kelsterbach transportiert wurde, besteht in einigen Abschnitten immer noch auf Originalmasten. Das Teilstück zwischen Seligenstadt und Urberach wurde 2002 nach Stilllegung des Kraftwerks abgerissen, das Teilstück von Dettingen nach Seligenstadt wurde durch ein Erdkabel unter dem Main ersetzt und im Oktober 2011 abgebaut. Entlang der vom Umspannwerk in Richtung Aschaffenburg laufenden 110-kV-Leitung sind die Stromkreise der ehemaligen Leitung nach Seligenstadt jedoch noch montiert.

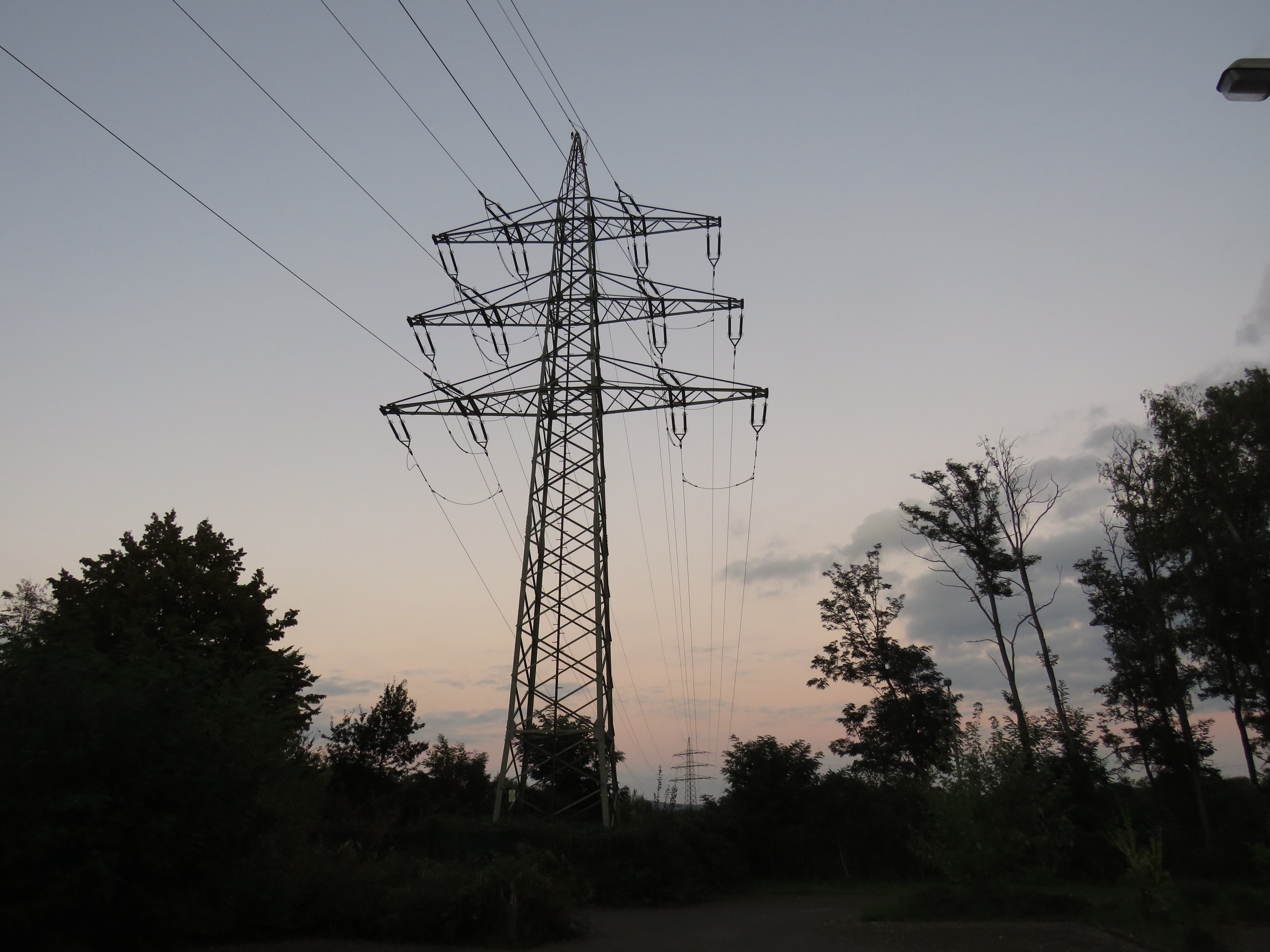
Rest der ehemaligen Leitung nach Kelsterbach: zwei zusätzliche Stromkreise
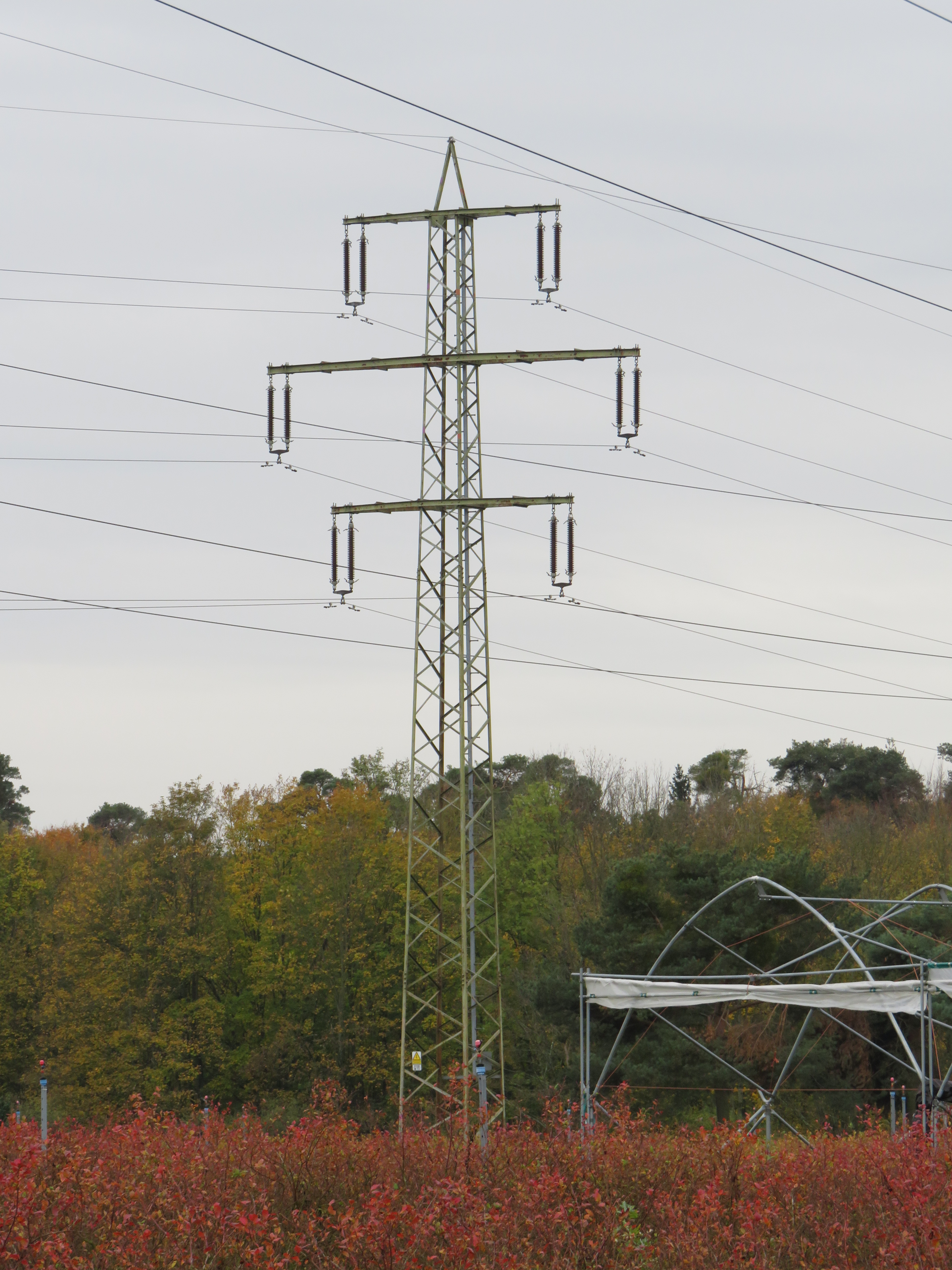
Originalmasten der Leitung nach Kelsterbach: Tragmast …
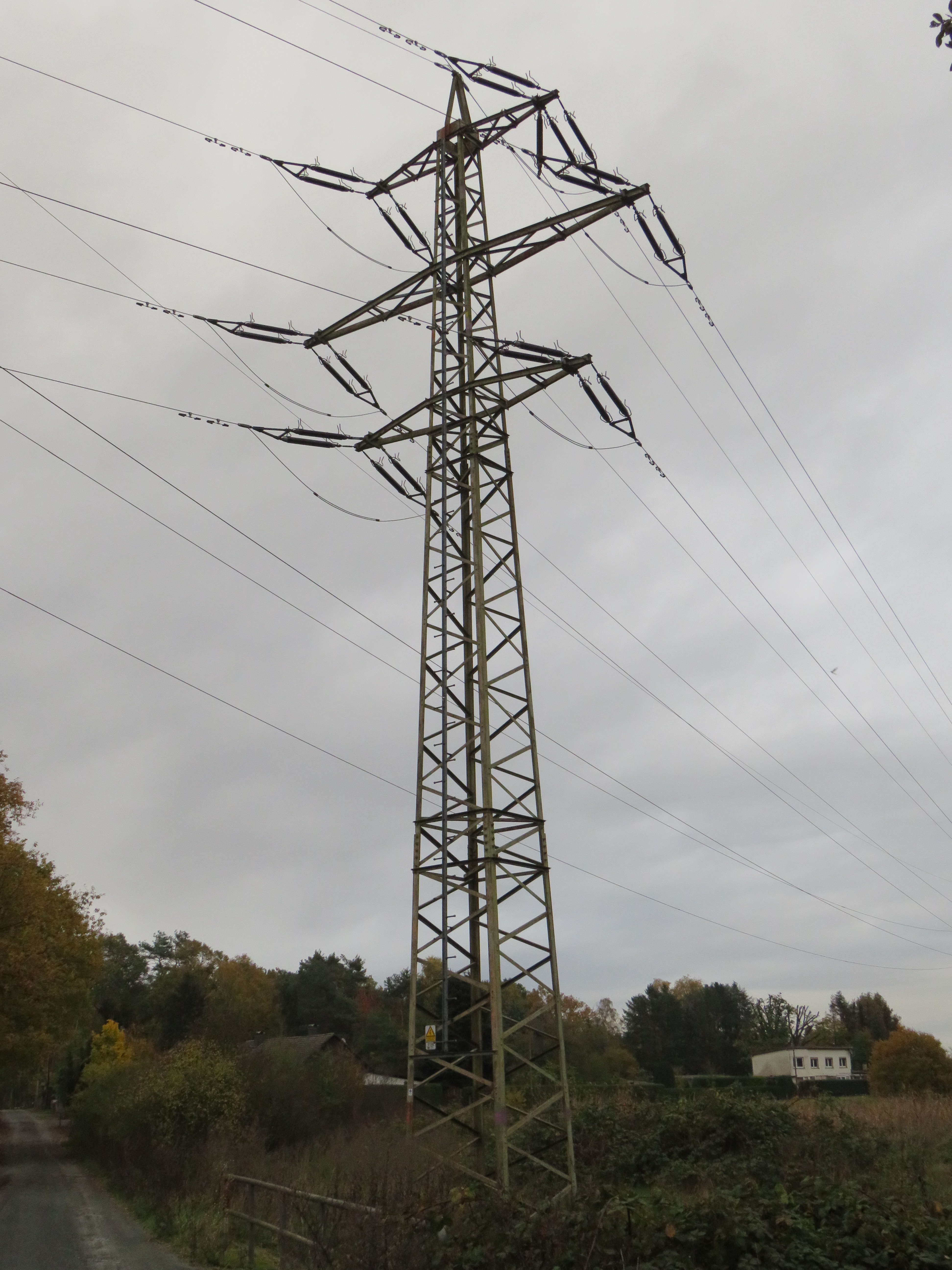
… und Abspannmast
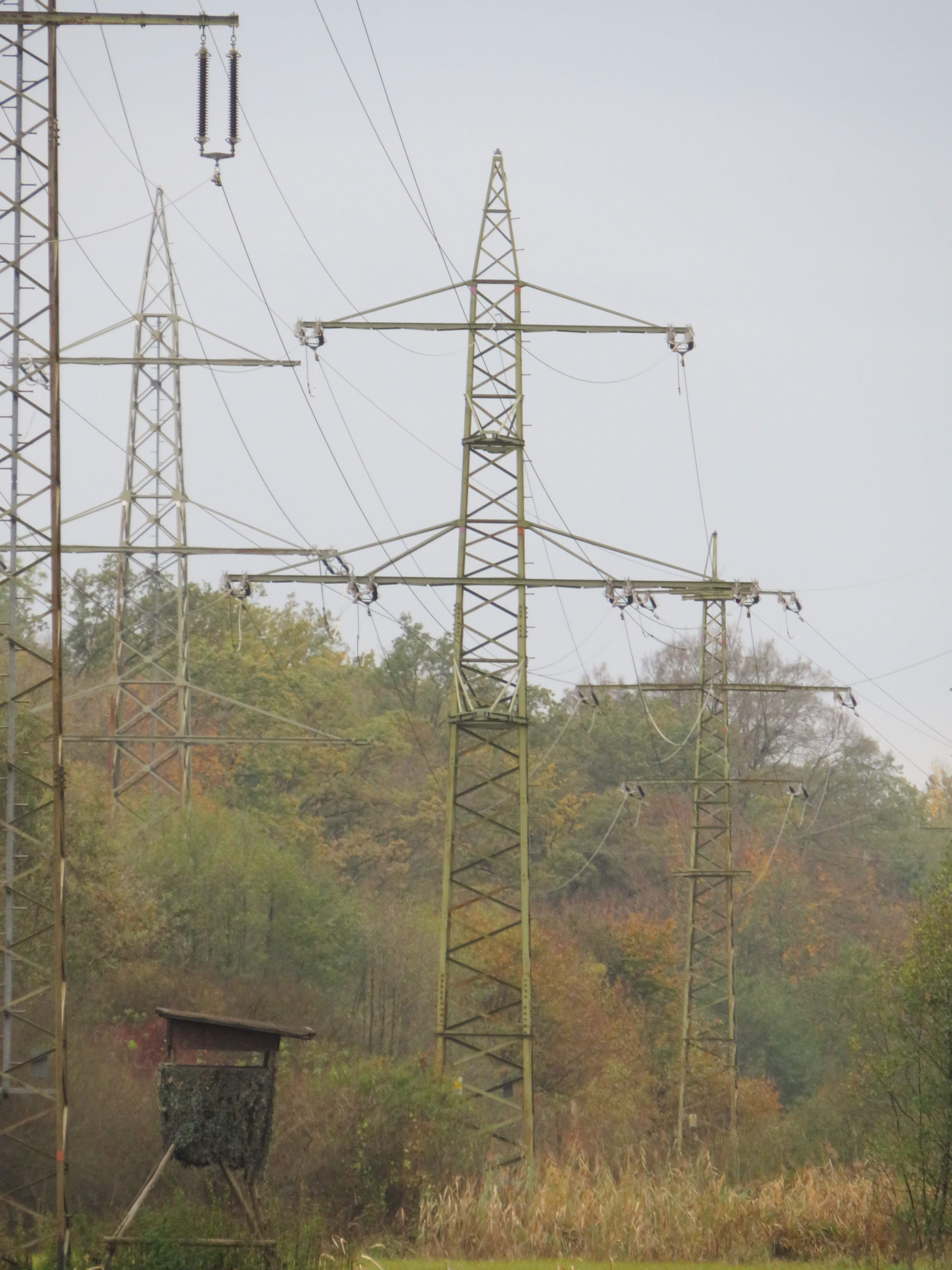
Ehemaliger Abzweigmast zum Umspannwerk Darmstadt